# ゴー・ゴー・ナイアガラ (ラジオ番組)
『ゴー・ゴー・ナイアガラ』（GO! GO! NIAGARA）は、かつてミュージシャンの大瀧詠一がパーソナリティを務めた音楽番組。1970年代半ばから1980年代前半までラジオ関東、TBSラジオで断続的に放送された。

## 概要
番組名の「ナイアガラ」とは、大瀧が主宰していたレコード・レーベル『ナイアガラ・レーベル』から取られたもの。「大瀧詠一の趣味の音楽だけをかけまくる番組」と銘打って、毎回1950〜1960年代の洋楽オールディーズ・ナンバーから、坂本九・弘田三枝子などの日本のポップス、三橋美智也・小林旭などの歌謡曲、ハナ肇とクレージーキャッツなどのナンセンス・ソング、果ては「お座敷ソング」や「民謡・音頭」に至るまで、大瀧の見識と個人的な趣味に裏打ちされた選曲による特集が組まれた。深夜のかなり遅い時間帯の放送が多かったが（最初期は実に午前3時から4時の放送）カルト的な人気を誇り、リスナーの中には、当時高校生だったサエキけんぞう、泉麻人、評論家の篠原章らがおり、その後音楽・放送業界関係者や文化人として名を成す人物もいた。
番組の冒頭、テーマ曲「Dr.Kaplan's Office」（1963年、Bob.B.Soxx and the Blue Jeanes）をバックに大瀧が語る日本語・英語交じりの口上が有名。ラジオ関東時代の放送は大瀧の自宅を改造して作られた『福生45スタジオ』で収録された。
一時期、ルーターズの「Mashy」（1962年のヒット・シングル「レッツ・ゴー」のB面）が使用されていた。
1976年には、本番組をそのままアルバムにするというコンセプトで大瀧の3枚目のソロアルバム『GO! GO! NIAGARA』が発売された。当時の輸入レコード店では50～60年代のアメリカのラジオ放送をそのままレコード化した“Crusin”シリーズが出回っており、そうしたレコードが制作のきっかけとなった。
1980年代にはTBSラジオに番組ごと移籍し、最初は土曜深夜（日曜未明）だったが、1982年7月に『パック・イン・ミュージック』終了を受けて新たに誕生した生放送の音楽番組『サウンド・ストームDjango』の火曜深夜（水曜未明）に枠を移動させて、30分から120分と4倍の枠に拡大している。しかし『Django』は聴取率的に振るわず、裏番組の『坂崎幸之助のオールナイトニッポン』、『ミスDJリクエストパレード』に惨敗する結果となり、この番組も例外なく打ち切り対象となり、1983年3月に終止符を打った。
| 番組名                                 | 月曜日                            | 火曜日                            | 水曜日                            | 木曜日                                            | 金曜日                                       |
| -------------------------------------- | --------------------------------- | --------------------------------- | --------------------------------- | ------------------------------------------------- | -------------------------------------------- |
| サウンド・ストームDjango （TBSラジオ） | 聴：0.1% シ：3.2% （小林克也）    | 聴：0.2% シ：7.7% （大瀧詠一）    | 聴：0.3% シ：12.0% （スペシャル） | 聴：0.1% シ：3.4% （ウルフマン・ジャック 八木誠） | 聴：0.5% シ：20.0% （アン・ルイス 小島一慶） |
| オールナイトニッポン （ニッポン放送）  | 聴：2.1% シ：67.7% （中島みゆき） | 聴：0.9% シ：34.6% （坂崎幸之助） | 聴：1.1% シ：44.0% （タモリ）     | 聴：2.2% シ：75.9% （ビートたけし）               | 聴：0.9% シ：36.0% （ラジオっ娘）            |
| ミスDJリクエストパレード （文化放送）  | 聴：0.9% シ：29.6% （加藤エミ）   | 聴：1.5% シ：57.7% （川島なお美） | 聴：1.1% シ：44.0% （宮坂久美子） | 聴：0.6% シ：20.7% （大西良子）                   | 聴：1.1% シ：44.0% （千倉真理）              |

（出典：月刊ラジオマガジン 1982年12月号 p.20 - 21記事。聴取率調査は1982年9月4日 - 同年9月10日調査によるもの。聴＝聴取率、シ＝シェア）
2018年12月23日 ‐ 2019年3月31日には、ラジオ日本の開局60周年記念特番として、同番組のセレクションが毎週日曜深夜25時00分に再放送された（全13回）番組ホームページ。

## 放送時間
すべてJST。

### ラジオ関東時代
- 1975年6月 - 1976年2月：毎週火曜27:00 - 28:00（60分）
- 1976年3月 - 1977年3月：毎週月曜24:00 - 24:50（50分）
- 1977年4月 - 1978年9月：毎週月曜24:00 - 24:30（30分）

### TBSラジオ時代
- 1979年10月 - 1980年4月：毎週日曜18:30 - 18:45（15分）
- 1981年10月 - 1982年4月：毎週土曜25:30 - 26:10（40分）
- 1982年4月  - 1982年7月：毎週土曜26:00 - 26:40（30分）
- 1982年8月  - 1983年3月：毎週火曜25:00 - 27:00（120分・『サウンド・ストームDjango』枠）